# Stewartia densivillosa
Stewartia densivillosa là một loài thực vật có hoa trong họ Theaceae. Loài này được (Hu ex Hung T. Chang & C.X. Ye) J. Li & T.L. Ming miêu tả khoa học đầu tiên năm 1996.